# امرؤ القيس بن أبان
امرؤ القيس بن أبان بن كعب التغلبي (توفي نحو 534 م)، تاجر وفارس عربي قديم، ليس له الكثير في الشعر؛ شارك في حرب البسوس التي امتدت 40 عاماً وقُتل في نهايتها في يوم تحلاق اللمم سنة 534م، قتله الحارث بن عباد بابنه جبير الذي قتله المهلهل بن ربيعة.
يعتبر من أكرم العرب في الجاهلية نظراً للمساعدة التـي قدمها للمهلهل في حرب البسوس من طعام ومعونات. وقبل اندلاع الحرب كان بن أبان يشتغل في التجارة وكان يُعتبر من أغنى العرب.

## نسبه
هو امرؤ القيس بن أبان بن كعب بن زُهير بن جشم بن بكر بن حبيب بن عمرو بن غنم بن تغلب بن وائل بن قاسط بن هنب بن أفصى بن دعمي بن جديلة بن أسد بن ربيعة بن نزار بن معد بن عدنان.

## التجارة
اشتهر امرؤ القيس بسَيْر تجارته الكبير، حيث كان يجلب ويبيع البضاعة من مختلف المناطق كالصين والهند والروم والفُرس، وكان وصفه وروايته لعجائب العمارة والسياسة وأمور الحُكم عند قومه، حافزًا لوائل بن ربيعة، لتأسيس مملكة وبناء سور مشابه لسور الصين.